# Margencel
Margencel é uma comuna francesa na região administrativa de Auvérnia-Ródano-Alpes, no departamento da Alta Saboia. Estende-se por uma área de 7.38 km². Em 2010 a comuna tinha 2 259 habitantes (densidade: 306,1 hab./km²).